# Arranmore
Arranmore est la plus grande île peuplée du comté de Donegal et la deuxième d'Irlande. Sa population était de 514 habitants en 2011. Elle est également connue en anglais sous le nom d'Aran Island, à ne pas confondre avec les Îles d'Aran dans la baie de Galway ou l'Île d'Arran en Écosse. En irlandais, l'île est traditionnellement appelée Árainn, l'adjectif mór qui signifie "grand" a été rajouté récemment.

## Localisation
L'île se trouve à 5 km au large du petit village côtier de Burtonport. Elle est desservie par deux services de ferries qui sont ouverts toute l'année. Le trajet dure 15 minutes, il est parsemé de petits îlots qui offrent de jolies vues.
Le phare d'Arranmore signale sa présence.

## Occupation
La plupart de la population vit le long des côtes sud et est de l'île, notamment dans le plus grand village de Leabgarrow.
L'île est occupée depuis l'époque pré-celtique on trouve quelques vestiges des premiers établissements avec un éperon barré au sud. Sa position près des voies maritimes de l'Atlantique a été exploitée, avec une station de garde-côtes et un phare situé sur le point le plus au nord-ouest, ainsi qu'un poste de repérage des U-Boats lors de la Seconde Guerre mondiale.
La population permanente est de 650 hab., mais ce chiffre s'élève à plus de 1 000 au cours des mois d'été. Une grande partie du parc de logements est constitué de résidences secondaires grâce à la nature touristiques des paysages de l'île.